# Kap-Zwergfledermaus
Die Kap-Zwergfledermaus (Neoromicia capensis) ist ein Fledertier in der Familie der Glattnasen, das in Afrika verbreitet ist. Der deutsche Name und der Artzusatz im wissenschaftlichen Namen beziehen sich auf den Fundort des Typusexemplars in der Kapprovinz in Südafrika. Die Gattung Neoromicia zählte längere Zeit als Untergattung der Breitflügelfledermäuse (Eptesicus) oder der Zwergfledermäuse (Pipistrellus).

## Merkmale
Wie der deutsche Name andeutet, ist die Art mit einer Gesamtlänge von 67 bis 115 mm, einer Schwanzlänge von 22 bis 46 mm und einem Gewicht von 4 bis 10 g recht klein. Sie hat 4 bis 9 mm lange Hinterfüße und 9 bis 15 mm lange Ohren. Die Flügelspannweite beträgt etwa 240 mm. Bei Weibchen sind die Unterarme mit einer Länge von 31 bis 39 mm etwas länger als bei Männchen, deren Unterarme 29 bis 35 mm lang sind. Die Haare der Oberseite sind an den Wurzeln schwarz gefärbt und an den schmalen Spitzen gelbbraun, was zu einer starken Variation der gelbbraunen Grundfarbe führt. Das unterseitige Fell ist hellgelb bis weiß, mit schwarzer Haarbasis. Die Kap-Zwergfledermaus hat schwarzbraune Flughäute, die gelegentlich schmale weiße Kanten besitzen können. Die Kanten der Ohren sind an den Innenseiten gerade und an den Außenseiten gewölbt. Im Oberkiefer sind die äußeren Schneidezähne deutlich kleiner als die inneren. Die Zahnformel lautet I 2/3, C 1/1, P 1/2, M 3/3, was 32 Zähne im Gebiss ergibt. Manchmal ragt ein fünfter Backenzahn leicht aus dem Gaumen heraus. Der diploide Chromosomensatz enthält 32 Chromosomen (2n=32).

## Verbreitung
Die Kap-Zwergfledermaus ist fast in gesamt Afrika südlich der Sahara verbreitet. Sie fehlt nur am Horn von Afrika, in Sierra Leone und Liberia, in Küstenzonen von Namibia und Mosambik sowie in einer Region im Westen Südafrikas. Die Exemplare halten sich im Flachland auf und bewohnen Savannen, Wälder, Buschflächen und Kulturlandschaften. Sie sind in trockenen und feuchten Gebieten zu finden. Ähnliche Fledermäuse auf Madagaskar werden zu anderen Arten gezählt.

## Lebensweise
Diese Fledermaus ruht unter Baumrinde, in Felsspalten und Maueröffnungen sowie unter Dächern. Im Versteck schlafen kleinere Gruppen mit etwa 20 Mitgliedern, bei denen zwei oder drei Exemplare dichter zusammenrücken. Die Kap-Zwergfledermaus fliegt langsam im Bereich der Baumkronen und jagt in 10 bis 15 Meter Höhe Insekten. Weiterhin wird sie oft an Straßenlaternen beobachtet. Je nach Jahreszeit zählen Köcherfliegen, Schmetterlinge, Schnabelkerfe oder Zweiflügler zur Beute. Die Rufe zur Echoortung sind etwa 5 Millisekunden lang und erreichen ihre stärkste Intensität bei durchschnittlich 39,4 mHz.
Die Paarung findet allgemein so statt, dass die Nachkommen in warmen und feuchten Monaten geboren werden. In der Provinz Limpopo in Südafrika konnten Kopulationen zwischen März und April registriert werden, worauf der männliche Samen bis August im weiblichen Geschlechtstrakt ruht. Die folgende Trächtigkeit dauert bis zum späten Oktober oder November. Meist enthält ein Wurf zwei Neugeborene. Weiterhin kommen Würfe mit einem, drei oder vier Nachkommen vor.
Diese Fledermaus wird unter anderem vom Schildraben gejagt.

## Gefährdung
Die IUCN listet die Kap-Zwergfledermaus als nicht gefährdet (least concern) aufgrund fehlender Bedrohungen und einer stabilen Gesamtpopulation.